# Heinrich Julius (Braunschweig-Wolfenbüttel)

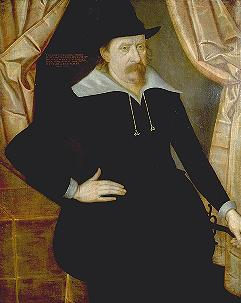
Fürst Heinrich Julius von Braunschweig-Wolfenbüttel

Heinrich Julius (* 15. Oktober 1564 auf Schloss Hessen; † 20. Juli 1613 in Prag) war postulierter Bischof von Halberstadt, Herzog zu Braunschweig und Lüneburg und Fürst von Braunschweig-Wolfenbüttel, von 1582 bis 1585 auch Erwählter Bischof des Bistums Minden. Er regierte von 1589 bis zu seinem Tode im Jahre 1613.

## Leben

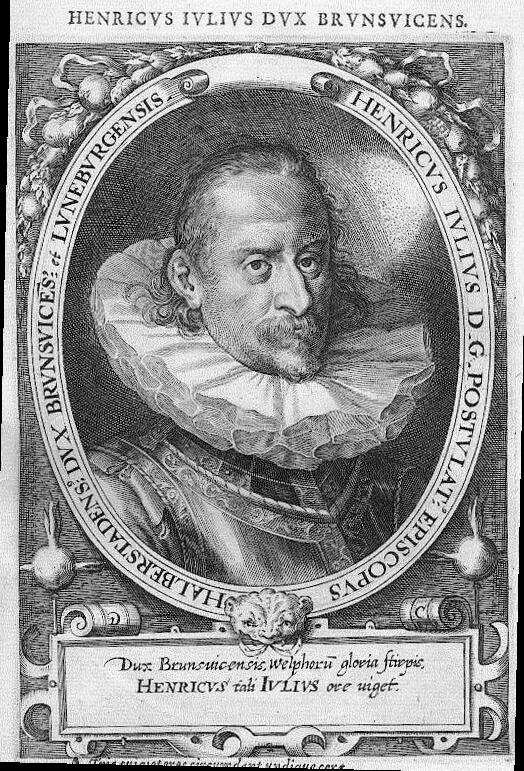
Heinrich Julius

Bereits im Alter von 12 Jahren wurde Heinrich Julius als Rektor der von seinem Vater Herzog Julius gegründeten Universität Helmstedt eingesetzt, für die er auch das Hörsaalgebäude Juleum errichten ließ. Im Jahre 1566 trat er unter Vormundschaft und 1578 endgültig die Herrschaft im Bistum Halberstadt an, das daraufhin protestantisch wurde. Um seine Amtseinführung dort hatte es einen überregional beachteten Streit gegeben. Sein Wahlspruch war PRO PATRIA CONSUMOR, „Für das Vaterland verzehre ich mich“. Der Vater veranlasste eine umfassende Ausbildung in den alten Sprachen sowie in theologischen und juristischen Dingen. Heinrich Julius muss als einer der gebildetsten Herrscher seiner Zeit gelten. Gleichwohl galt er als ein besonderer Patron der Alchemisten – eine Leidenschaft, die ihn mit dem Kaiser Rudolf II. in Prag verband.

## Ausbau der Residenz
Bei Regierungsantritt übernahm Herzog Heinrich Julius das von seinem Vater Herzog Julius unvollendet gelassene Bauprojekt einer großen Handels- und Industriestadt „Gotteslager“ vor den Toren seiner Residenz Wolfenbüttel, das bis dato aus einer nur notdürftig befestigten Arbeiter- und Handwerkersiedlung besteht. (Dieser Stadtteil ist heute unter dem Namen „Juliusstadt“ ein Außenbereich der Wolfenbütteler Altstadt.) Statt dieses unrealistische Projekt weiter zu verfolgen, kümmerte er sich um den Ausbau des Kerns seiner Residenzstadt, der „Heinrichstadt“, benannt nach seinem Großvater Heinrich dem Jüngeren.
Auf dem Gelände des heutigen Stadtmarkts wurde ein Teich zugeschüttet, der Rat der Stadt erwarb das repräsentativste Wohnhaus am Platz und richtete sich sein Rathaus ein. Auch die wenigen in Wolfenbüttel zu findenden Steinhäuser entstanden in dieser Zeit. Im Jahre 1590 erhielt die Stadt ein angemessenes Kanzleigebäude im Stil eines italienischen Palazzo. Im Jahre 1608 wird das größte Bauvorhaben in Angriff genommen, die Hauptkirche Beatae Mariae Virginis (BMV), die erst 35 Jahre später – bis auf den Turm – vollendet und für rund 100 Jahre die Grablege der Fürstenfamilie von Braunschweig-Wolfenbüttel wird – der erste nennenswerte protestantische Kirchenneubau Norddeutschlands.
Auch gab es zu dem Zeitpunkt in Norddeutschland keine so geschlossen konzipierte Renaissance-Stadt. Bemerkenswert ist, dass dieses Konzept sich bis heute unverfälscht erhalten hat. Keine Kriegsverwüstungen, kein Großbrand und auch nicht die Architektur des 20. Jahrhunderts konnten dem Erscheinungsbild größeren Schaden zufügen.
Besonders wichtig war auch die Funktion Wolfenbüttels als Festung. Tiefgestaffelte Befestigungsanlagen mit Wällen und Bastionen, dreistöckige Kasematten, mit einer Garnison von 3.000 Soldaten besetzt, sollten potenzielle Belagerer abschrecken. Zu Beginn des Dreißigjährigen Krieges war Wolfenbüttel die stärkste Festung in Norddeutschland.

## Kultur
Herzog Heinrich Julius liebte Theater und Schauspiel. Aus England engagierte er eine Schauspieltruppe unter der Leitung von Robert Browne und dem beliebten Schauspieler Thomas Sackville. Aus dem geplanten kurzen Gastspiel wurde ein Aufenthalt von mehreren Jahren. In dieser Zeit spielte die Truppe nicht nur für den Hof, sondern auch für das Volk auf Straßen und Plätzen. Sesshafte Theaterensembles gab es bis dahin in Deutschland nicht, deshalb gilt Wolfenbüttel auch als erste deutsche Stadt mit einem festen Theater.
Auch der literarisch engagierte Herzog verfasste für die englische Truppe Stücke im Stil der herkömmlichen volkstümlichen Schwankliteratur, verband dies aber mit dem Anliegen, die Zuschauer zu belehren und von Lastern fernzuhalten. Die Stücke hatten offensichtlich einen gewissen Publikumserfolg, wurden sie doch auch noch später von der Truppe auf Gastspielreisen außerhalb Wolfenbüttels gespielt.
Als sein bestes Werk wird die Komödie Von Vincentio Ladislao Sacrapa von Mantua von 1594 genannt, in der er das von Plautus überlieferte Thema des „Bramarbas“ aufgriff. Seine Stücke enthalten realistische Szenen aus dem Alltagsleben neben drastischen Effekten, Tanz- und Musikeinlagen und Narrenfiguren. Erst 1855 erschien eine von W. L. Holland besorgte Gesamtausgabe der Dramen.
Als weiterer bedeutender Künstler dieser Zeit weilte Michael Praetorius, einer der berühmtesten Komponisten des Frühbarock als Hofkapellmeister in Wolfenbüttel. Für die Kirchenmusik bearbeitete er mehr als tausend evangelische Kirchenlieder, am berühmtesten ist seine Vertonung von Es ist ein Ros entsprungen. Als Musiktheoretiker machte er sich durch sein Werk Syntagma musicum einen Namen. Schließlich veröffentlichte er für die Unterhaltungsmusik bei Hofe Terpsichore, eine Sammlung von über 300 größtenteils französischen Tänzen.

## Politik

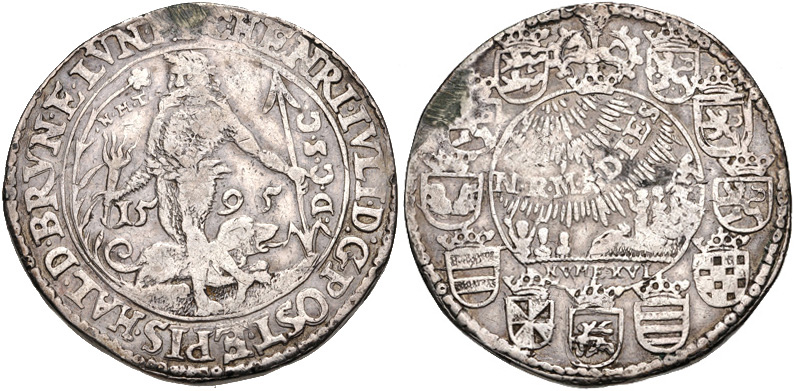
Rebellentaler des Herzogs Heinrich Julius von Braunschweig-Wolfenbüttel von 1595. Mit dem Talerbild wollte der Herzog bei der Bevölkerung Sympathie für seine Politik erlangen.

In den 1590er Jahren lag Heinrich Julius im Streit mit seinem Landadel. Als Mittel der Auseinandersetzung ließ er mehrere silberne Spottmünzen, die sogenannten emblematischen Taler, in großer Zahl prägen. Das waren der Rebellentaler von 1595 als der erste der Sinnbildtaler, 1596/97 folgte der Lügentaler, 1597/98 der Wahrheitstaler, 1599 der Mückentaler und im gleichen Jahr der Pelikan- oder Patriotentaler.
Obwohl Heinrich Julius protestantischer Fürst war, erwarb er das Vertrauen des katholischen Kaisers Rudolf II. und wurde sein Ratgeber. Nach dem Jahre 1600 hielt sich Heinrich Julius bis zu seinem Tode 1613 mehrmals, teilweise für längere Zeit, am kaiserlichen Hof in Prag auf, wo er ab 1607 Direktor des Geheimen Rates war und unter anderem mit seinen ausgezeichneten juristischen Kenntnissen die kaiserliche Politik mitgestaltete.
Gleichzeitig ließ er ab 1600 das bereits von seinen Vorfahren gegründete Lehns- und Landesaufgebot in seinem Fürstentum durch seinen General Kriegskommissarius David Sachse reformieren. Dies bedeutete, dass Teile der Bevölkerung militärisch ausgebildet wurden. In früheren Zeiten wurde diese Einrichtung nur zur Festungsbefestigung und Landesverteidigung genutzt. Für kriegerische Züge wurden hauptsächlich Landsknechte angeworben; die Söldnerheere verursachten jedoch hohe Kosten und die Männer konnten sich nach ihrer Entlassung nur schlecht in die Gesellschaft integrieren.
Im Sommer des Jahres 1605 waren die Vorbereitungen zur Ausbildung des Lehns- und Landesaufgebotes abgeschlossen und bereits im Herbst griff der Herzog die Stadt Braunschweig an, mit der er seit langem im Streit lag. Eine erfolglose Kampfführung durch David Sachse ließ diesen Angriff jedoch scheitern.
Heinrich Julius starb am 20. Juli 1613 in Prag und wurde in Wolfenbüttel beigesetzt. Sein Nachfolger in Wolfenbüttel wurde sein Sohn Friedrich Ulrich.

## Bischof
Heinrich Julius wurde am 7. Dezember 1578 Administrator im Bistum Halberstadt. Nachdem sich der Mindener Bischof Hermann durch seine allzu strenge und protestantische Amtsführung unbeliebt gemacht hatte, bat das Mindener Domkapitel im Jahr 1581 ohne Kenntnis Hermanns Herzog Julius von Braunschweig-Wolfenbüttel (der selbst 1553/54 Bischof-Elekt in Minden war), dass sein Sohn Heinrich Julius Bischof in Minden werden möge. Hermann trat darauf nicht ganz freiwillig ab. Im Februar 1582 folgte ihm Heinrich Julius als Bischof-Elekt der Diözese Minden und Fürstbischof im Hochstift Minden. 
Die Wahl des Mindener Domkapitels fiel auf Heinrich Julius zum einen, weil die Macht der Welfen in der Region nicht ignoriert werden konnte und daher als Nachfolger des Schaumburgers Hermann diesmal wohl nur ein Welfe als Bischof in Frage kam; zum anderen erhoffte sich das Mindener Domkapitel von Heinrich Julius große Zugeständnisse an den katholischen Klerus im Bistum, der den Fortschritt der Reformation im Bistum Minden besorgt zur Kenntnis nahm. Zwar war Heinrich Julius wie seine gesamte Dynastie protestantisch gesinnt, und auch in Minden hatte man beobachten können, dass einige frühere Mindener Bischöfe aus dem Hause Braunschweig-Lüneburg nicht entschieden den reformatorischen Bestrebungen entgegentraten; dennoch hoffte man im Vorfeld als Bedingung für die Wahl weitreichende Zugeständnisse von Heinrich Julius auszuhandeln. 
Es wurde vereinbart, dass Geistlichkeit und Domkapitel katholisch zu erhalten waren und niemand im Bistum mit einer neuen Religionsauslegung „behelligt“ werden sollte. Nach seinem Amtsantritt wurde deutlich, dass das Mindener Domkapitel sich getäuscht hatte. Heinrich Julius ignorierte die Vereinbarungen und verfügte im März 1583, dass nunmehr in Minden ausschließlich nach Augsburger Konfession zu predigen sei. Am Ende seiner Amtszeit war Minden fast völlig lutherisch. Während seiner Amtszeit blieb ihm jedoch die päpstliche Bestätigung verwehrt, um die er auf Bitte des Domkapitels beim Papst nachgefragt hatte; ihm blieb der Bischofstitel also verwehrt und so regierte er lediglich als Administrator über Minden. Daher verweigerte ihm auch der Kaiser die Investitur. 
Heinrich Julius trat von seinen kirchlichen Ämtern in Halberstadt und Minden im 25. September 1585 zurück, um am 26. September 1585 in Wolfenbüttel Dorothea, Prinzessin von Sachsen zu heiraten und später die Regentschaft in Wolfenbüttel in Nachfolge seines Vaters anzutreten.

## Hexenverfolgung
Heinrich Julius wurde wegen seines „eifrigen Hexenbrennens“ berüchtigt. Während seiner Herrschaft erreichte die zu dieser Zeit übliche Hexenverfolgung in Braunschweig-Wolfenbüttel den Höhepunkt. Zwischen 1590 und 1620 wurden 114 Personen wegen „Zauberei“ angeklagt, mehr als 50 Menschen wurden verbrannt. Unter ihnen war auch Anna Landmann, die 1597 auf seinen Befehl hin in Hornburg verbrannt wurde. Zudem verwies Herzog Heinrich Julius 1591 alle Juden des Landes.

## Nachkommen
Heinrich Julius heiratete zunächst Prinzessin Dorothea von Sachsen (1563–1587), eine Tochter von Kurfürst August von Sachsen:
- Dorothea Hedwig (1587–1609)

⚭ 1605 Fürst Rudolf von Anhalt-Zerbst (1576–1621)
Anschließend heiratete er Prinzessin Elisabeth von Dänemark (1573–1626), die älteste Tochter von König Friedrich II. von Dänemark:
- Friedrich Ulrich (1591–1634), Herzog von Braunschweig-Wolfenbüttel

⚭ 1614 Prinzessin Anna Sophia von Brandenburg (1598–1659)
- Sophie Hedwig (1592–1642)

⚭ 1607 Fürst Ernst Casimir von Nassau-Dietz (1573–1632)
- Elisabeth (1593–1650)

⚭ 1. 1612 Herzog August von Sachsen (1589–1615)
⚭ 2. 1618 Herzog Johann Philipp von Sachsen-Altenburg (1597–1639)
- Hedwig (1595–1650)

⚭ 1619 Herzog Ulrich von Pommern (1589–1622)
- Dorothea (1596–1643)

⚭ 1615 Markgraf Christian Wilhelm von Brandenburg (1587–1665)
- Heinrich Julius (1597–1606)
- Christian (1599–1626), Bischof von Halberstadt, der tolle Halberstädter
- Rudolf (1602–1616), Bischof von Halberstadt
- Heinrich Karl (1609–1615), Bischof von Halberstadt
- Anna Auguste (1612–1673)

⚭ 1638 Graf Georg Ludwig von Nassau-Dillenburg (1618–1656)

## Werke
- Von der Susanna, Drama, 1593.
- Von einem Fleischhauer, Komödie, 1593.
- Von einem Wirte, Komödie, 1593.
- Von einem Weibe, Komödie, 1593.
- Von einem Buhler und Buhlerin, Tragödie, 1593.
- Von einem ungeratenen Sohn, Tragödie, 1594.
- Von einer Ehebrecherin, Tragödie, 1594.
- Von einem Wirte oder Gastgeber, Drama, 1594.
- Von einem Edelmann, Komödie, 1594.

Ausgaben
- Wilhelm Ludwig Holland (Hrsg.): Die Schauspiele des Herzogs Heinrich Julius von Braunschweig. Litterarischer Verein, Stuttgart: 1855, urn:nbn:de:bvb:12-bsb10737575-1.